# خوسيه لويس سانشيز (لاعب كرة قدم)
خوسيه لويس سانشيز (بالإسبانية: José Luis Sánchez)‏ هو لاعب كرة قدم تشيلي في مركز الهجوم، ولد في 9 يناير 1970 في سانتياغو في تشيلي. لعب مع ديبورتيس إيكيكي وفيليز سارسفيلد ونادي أونيفرسيداد دي تشيلي ونادي باري ونادي بيزا ونادي غرناطة ونادي لوكارنو ويونيون إسبانيولا.